# Титла на дивите на WWE
Титлата на дивите на федерацията беше кеч шампионска титла в WWE. Титлата беше създадена от Федерацията през 2008, беше представена като сюжет от Главния мениджър Вики Гереро като алтернатива към Титлата при жените на Първична сила. Мишел Макуул стана първата шампионка на 20 юли 2008 когато победи Наталия на Голямото Американско Сбиване. Когато бившата шампионка на Дивите Марис беше преместена в Първична сила като част от жребията на 2009, тя взе титлата с нея. Макуул спечели мач срещу Мелина и сля Титлата на Дивите и Титлата при жените на Нощта на шампионите на 19 септември 2010, създавайки Обединената титла на Дивите.
Титлата беше пенсионирана на КечМания 32, след като членката на Залата на славата на WWE Лита представи новата Титла при жените на WWE, замествайки титлата на дивите. Мача се проведе на турнира между шампионката на дивите Шарлът, Беки Линч и Саша Бенкс в мач тройна заплаха. Следователно Шарлът е последната жена, носителка на Титлата на дивите

## Носителки
Има общо 26 носителки и един период без носителка. Първата шампионска беше Мишел Макуул, която победи Наталия и спечели титлата на Голямото американско сбиване на 20 август 2008.
Ийв Торес и Ей Джей Лий държат рекорда за най-много пъти като шампионки на дивите с по три пъти. Ники Бела държи рекорда а най-дълго време като шампионка с 301 дни. Джилиан Хол държи рекорда за най-кратко време като шампионка с пет митуни. Лейла е най-старата шампионка, спечелила титлата на 34 години, докато Пейдж е най-младата шампионка в историята, на 21 години, и е единствената жена, спечелила титлата в своя дебют. Най-тежката шампионска е Бет Финикс и тежи 75 кг.
Последната шампионка беше Шарлът, за нейния пръв и единствен път. Тя победи Ники Бела на 20 септември 2015 на Нощта на шампионите в Хюстън, Тексас и спечели титлата. Шарлът първоначално беше планирано да защитава титлата на КечМания 32 срещу Саша Бенкс и Беки Линч, но по време на събитието беше обявено, че мача Тройна заплаха ще бъде за новата Титла при жените на WWE, а Титлата на дивите впоследствие се оттегля. Шарлът спечели мача и титлата при жените; това прекрати нейното държане на Титлата на дивите и започна новото като шампионка при жените на федерацията.

## Имена
| Име                              | Години                     |
| -------------------------------- | -------------------------- |
| Титла на дивите на WWE           | 20 юли 2008 – 3 април 2016 |
| Обединена титла на дивите на WWE | 19 септември 2010          |